# Dudgeonea locuples
Dudgeonea locuples is een vlinder uit de familie van de Dudgeoneidae. De wetenschappelijke naam van de soort is voor het eerst geldig gepubliceerd in 1879 door Mabille.